# Ligament ménisco-fémoral antérieur
Le ligament ménisco-fémoral antérieur (ou ligament ménisco-fémoral antérieur de Humphry) est un ligament de l'articulation fémoro-tibiale.

## Description
Le ligament ménisco-fémoral antérieur est une petite bande fibreuse qui naît de la corne postérieure du ménisque latéral. Il passe en haut et en dedans devant le ligament croisé postérieur pour se fixer sur le condyle latéral du fémur.

### Variation
Le ligament ménisco-fémoral antérieur est retrouvé chez 11,8 % des sujets lors d'une IRM du genou.

## Anatomie fonctionnelle
Le ligament ménisco-fémoral antérieur, associé au ligament ménisco-fémoral postérieur, au ligaments ménisco-tibiaux et aux faisceaux poplitéo-méniscaux, stabilise la partie postéro-latérale du ménisque latéral.

## Aspect clinique
Lors d'une arthroscopie, le ligament ménisco-fémoral antérieur peut être confondu avec le ligament croisé postérieur.